# Ludza-Esten
Die Ludza-Esten (im eigenen estnischen Dialekt: Lutsi maarahvas (Lutsi Landvolk)) waren eine Gruppe ethnischer Esten, die in der Gegend von Ludza, im südöstlichen Lettland lebten.

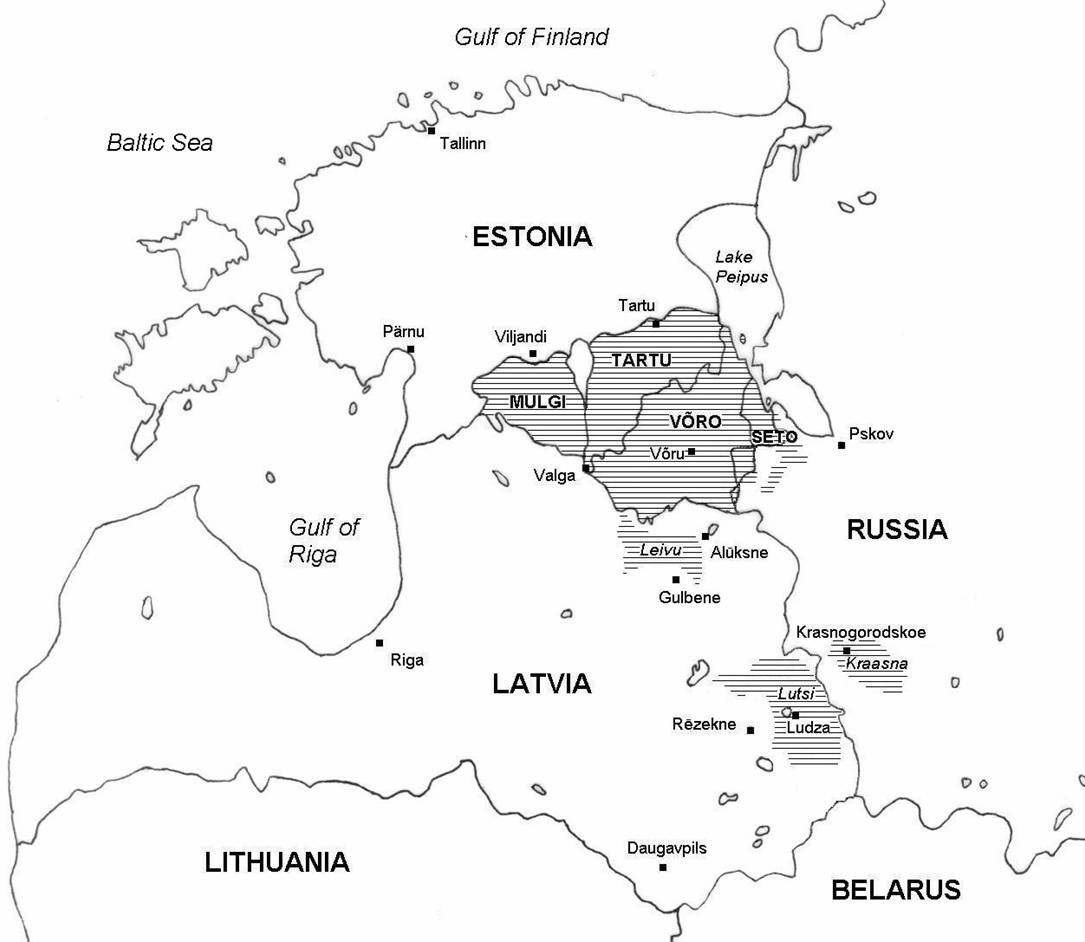
Verbreitung der süd-estnischen Dialekte um 1900

Der Großteil der Ludza-Esten wanderte vermutlich im 17. Jahrhundert in die Gegend um Ludza ein, erste estnische Siedlungen könnten aber schon früher bestanden haben. Man schätzt die maximale Anzahl der Siedler auf 4.000.
Während der Epoche des Feudalismus erhielt sich die Volksgruppe ihre ursprüngliche Sprache, ihre estnischen Sitten und Gebräuche, da das Leben sich damals auf einen engen Radius beschränkte. Die Esten waren katholisch und pflegten engeren Umgang mit ihren lettischen und belarussischen Nachbarn, die auch Katholiken waren. Solange die kirchlichen Zeremonien auf Estnisch abgehalten wurden, gab es wenig Grund, Lettisch oder Belarussisch über den Umgangsgebrauch hinaus zu lernen.
Im 19. Jahrhundert jedoch gewann das Lettische in der Kirche die Oberhand und Russisch wurde zur Amts- und Verkehrssprache. Die Ludza-Esten gingen in der sie umgebenden Bevölkerung auf und wurden spätestens in der sowjetischen Zeit marginalisiert.
Allerdings gab es um Ludza bis in die 1970er und 1980er Jahre noch Personen estnischer Muttersprache.